# Tau6 Eridani
Título a ser usado para criar uma ligação interna é Tau6 Eridani.
Tau6 Eridani (27 Eridani) é uma estrela na direção da constelação de Eridanus. Possui uma ascensão reta de 03h 46m 50.99s e uma declinação de −23° 14′ 54.4″. Sua magnitude aparente é igual a 4.22. Considerando sua distância de 58 anos-luz em relação à Terra, sua magnitude absoluta é igual a 2.95. Pertence à classe espectral F3/F5V.